# Araneus iguacu
Araneus iguacu Levi, 1991 è un ragno appartenente alla famiglia Araneidae.

## Distribuzione
L'olotipo femminile e quello maschile sono stati rinvenuti in una località del Brasile meridionale: nei pressi di Saltos do Iguaçu, nello stato del Paraná.
Altri esemplari sono stati reperiti in Argentina

## Tassonomia
Non sono stati esaminati esemplari di questa specie dal 1991
Attualmente, a dicembre 2013, non sono note sottospecie